# هه‌گانگ
هه‌گانگ (به چینی: 鹤岗市) یک شهر در سطح ولایت در جمهوری خلق چین است که در استان هئی‌لونگ‌جیانگ واقع شده‌است.
از شمال، هه‌گانگ با استان خودگردان یهودی در روسیه، در طول رود آمور، هم‌مرز است. شهرستان لووبئی در تابعیت هه‌گانگ، از طریق فرابر به استان خودگردان یهودی و روستای آمورزت متصل است. اما هیچ پل و گذرگاه مرزی ماشین‌رو یا راه‌آهنی مستقیمی بین هه‌گانگ روسیه وجود ندارد. نزدیکترین گذرگاه اصلی بین‌المللی در «شهر در سطح ولایت» جیاموسی قرار دارد.
آزادراه ملی G11 این شهر را به جیاموسی در ۶۵ کیلومتری جنوب، و سایر نقاط چین، متصل می‌کند. آزادراه ملی G1111 که هه‌گانگ را به شهر یی‌چون متصل می‌کند، در دست ساخت است. 

## خصوصیات
هه‌گانگ ۲۲٬۴۹۴٫۴۸ کیلومترمربع مساحت و ۱٬۵۰۲٬۰۶۰ نفر جمعیت دارد و ۲۸۰ متر بالاتر از سطح دریا واقع شده‌است.

## خواهرخوانده
شهر بیروبیجان، مرکز اداری استان خودگردان یهودی در روسیه، خواهرخواندهٔ هه‌گانگ هست.

## مناطق و شهرستان‌ها
|                       |           |              |            |                      |             |  |  |  |  |  |
| نام                   | حروف چینی | پین‌یین       | جمعیت-۱۳۹۹ | مساحت (کیلومتر مربع) | تراکم جمعیت |  |  |  |  |  |
| منطقه خینگان (شینگ‌آن) | 兴安区    | Xīng'ān Qū   | ۹۹٬۰۱۳     | ۲۵۳٫۲۱               | ۳۹۱٫۰۳      |  |  |  |  |  |
| منطقه دونگ‌شان         | 东山区    | Dōngshān Qū  | ۹۶٬۲۱۸     | ۴٬۲۲۰٫۴۸             | ۲۲٫۸۰       |  |  |  |  |  |
| منطقه شیانگ‌يانگ       | 向阳区    | Xiàngyáng Qū | ۷۲٬۸۶۷     | ۸٫۳۷                 | ۸٬۷۰۵٫۷۳    |  |  |  |  |  |
| منطقه شینگ‌شان         | 兴山区    | Xīngshān Qū  | ۲۱٬۱۲۵     | ۲۸٫۰۹                | ۷۵۲٫۰۵      |  |  |  |  |  |
| منطقه گونگ‌نونگ        | 工农区    | Gōngnóng Qū  | ۱۳۶٬۵۱۹    | ۱۱٫۹۶                | ۱۱٬۴۱۴٫۶۳   |  |  |  |  |  |
| منطقه نان‌شان          | 南山区    | Nánshān Qū   | ۱۳۶٬۵۱۹    | ۱۱۹٬۶۶۲              | ۳٬۸۴۳٫۹۵    |  |  |  |  |  |
| شهرستان سوی‌بین        | 绥滨县    | Suíbīn Xiàn  | ۱۳۹٬۷۹۵    | ۳٬۳۴۳٫۹۵             | ۴۱٫۸۱       |  |  |  |  |  |
| شهرستان لووبئی        | 萝北县    | Luóběi Xiàn  | ۲۰۶٬۰۷۲    | ۶٬۷۶۷٫۸۲             | ۳۰٫۴۵       |  |  |  |  |  |